# Nils Landgren (muzyk)
Nils Landgren (ur. 15 lutego 1956) – szwedzki puzonista i wokalista jazzowy, związany z niemiecką wytwórnią płytową ACT Music.